# Sto nenáročných skic pro potěšení řádných lidí

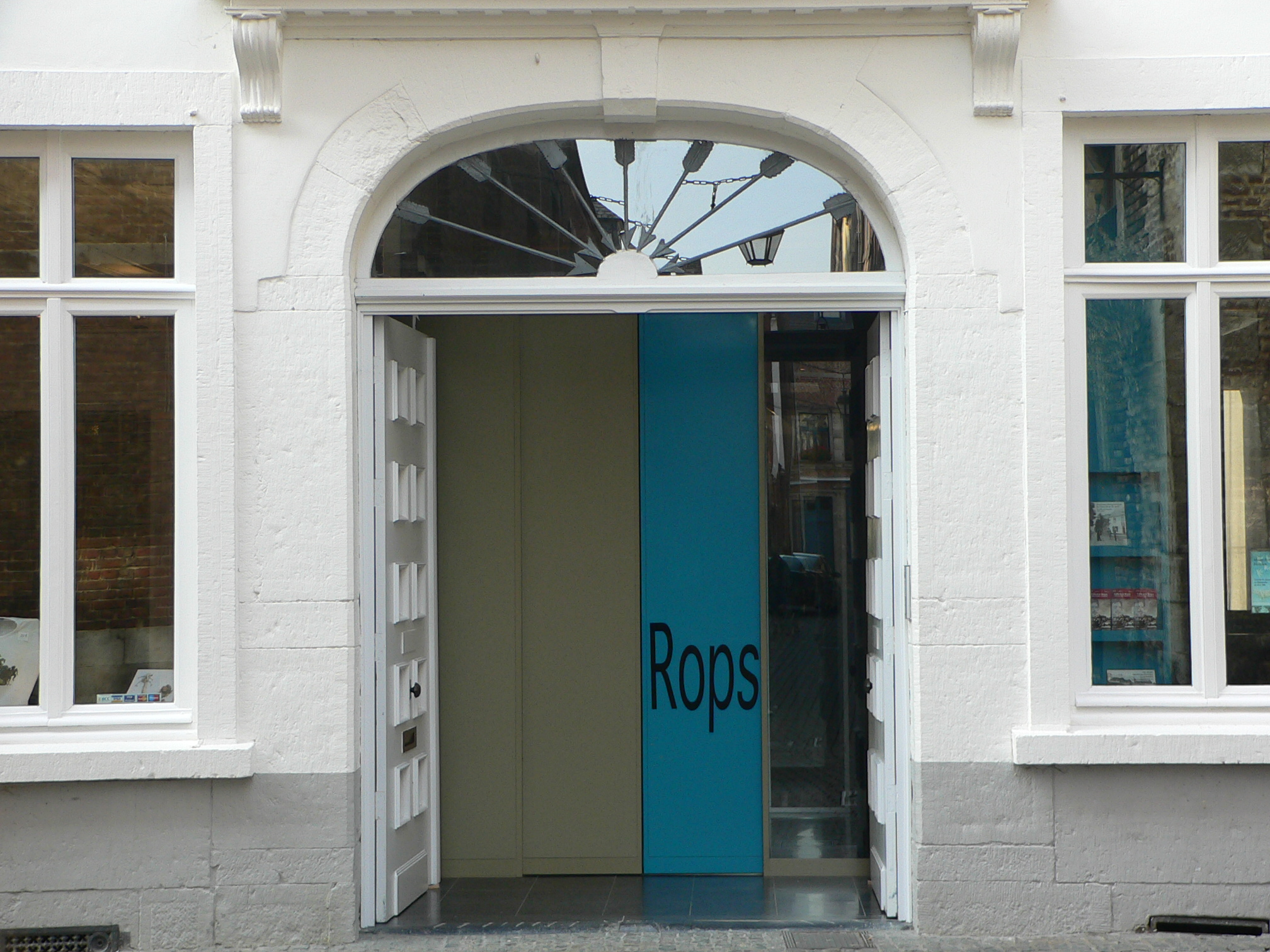
Musée provincial Félicien Rops, Namur, Vallonia, Belgie

Sto nenáročných skic pro potěšení řádných lidí (fr. Cent légers croquis sans prétention pour réjouir les honnêtes gens) je výtvarný cyklus, který vytvořil belgický malíř Félicien Rops v letech 1878–1881. Cyklus tvoří sto dvanáct kreseb rozdělených do dvou alb. Alba svázal do červené safiánové kůže slavný knihvazač druhého císařství Maurius Michel (1846–1925).

## Vznik cyklu
Dílo vzniklo na objednávku Julesa Noillyho, francouzského bibliofila a obdivovatele Ropsových prací. Jednotlivé listy vytvářel Rops kombinací technik pastel, barevná tužka, kvaš, křída a akvarel. Ústředním motivem jsou polonahá ženská těla, provokující svou zvláštností a sexuální výjimečností. Záměrem Ropse i Noillyho bylo parodovat a zesměšňovat pokrytectví měšťácké společnosti. Alba jsou tvořena vždy hlavním frontispisem, postskriptem a deseti frontispisy, ke každé sérii deseti kreseb jeden frontispis. Dílo je pokusem o typologii moderní ženy, která využívá své sexuality k pronikání do světa mužů a k ovládnutí toho světa.

## Popisy vybraných listů
Hlavní frontispis má název Rops ve svém ateliéru s modelem (Rops dans son atelier avec son modèle) z roku 1878. Autoportrét ukazuje umělce, pokuřujícího cigaretu, který zkoumavě pozoruje svou modelku. Žena právě odkládá šaty, aby malíře inspirovala. Podobný motiv polonahé ženy použil Rops i na listu Knihovník (La bibliothécaire). Nahá žena ležíc na pohovce zády k divákovi čte mravně závadnou literaturu. Z úkrytu za závěsem právě vystoupil knihovník, ztvárněný jako zlověstně se šklebící ďábel. Nabízí ženě další nemravnou četbu. Cenzurovaná či erotická literatura byla v 19. století zakázána. Malíř zde poukazuje na potěšení a vzrušující radost z takové četby. Stejný motiv se opakuje na pastelu Svrbění (Démangeaison). Prostitutka si zde v zrcadle prohlíží své nahé tělo a pootevřenými dveřmi ji chtivě pozoruje starší muž. Rops použitím zrcadla dosáhl dvojího účinku: kouzla ženské sexuality před zrcadlem a v zrcadle pak ukazuje ženin budoucí nelítostný osud. Mužská touha je zobrazena na listech Kráska a zvíře (La Belle et la bête) a První povzdech (Premier soupir). Motiv muže, sledujícího svlékající či oblékající se ženu, použil Rops i na kresbě Toaleta (La Toilette). Na listu Dávné vzpomínky (Souvenirs ďantan) jsou romantické sny starého muže v podobě polonahých žen v různých polohách promítány na stěnu pokoje. Častým motivem cyklu je i Venuše a ostrov Kythéra. Příkladem je frontispis Archeologická společnost Kythéry (Société archélogique de Cythère). Je to alegorie vykopávek Venušina torza, malí andělíčci svůj nález fotografují a právě přinášejí ňadra, každé zvlášť, a vykopávají ze země trčící nohy. Poloobnažená Venuše je zachycena i na listu Toaleta na Kythéře (La Toilette à Cythère). Autor vyzdvihuje triumfálnost sedící Venuše, jejíž nahé tělo kontrastuje s prostorem v pozadí. Další list s motivem Venuše má název Odvažování v Kythéře (Le Pesage à Cythère), kde Venušino tělo jako symbol sexuality je těžší než všechno bohatství světa. Nahá Venuše drží v ruce loutku, představující muže, jenž se vlivem její erotické moci mění v bezduchou loutku, v směšného kašpárka. Zrození moderní Venuše se Rops pokusil ukázat na listu s kresbou Sprcha (La Douche). Je zde zobrazena žena stojící v umyvadle – novodobé lastuře – přičemž jeden proud vody jí ošetřovatel z hadice pouští na hlavu, druhým jí omývá pohlaví. Proud vody mířící na její klín je metaforou pohlavního aktu. Velkým tématem cyklu jsou zobrazení kněžek lásky v různém prostředí. Prostředí noční ulice pro list Čtyři hodiny ráno (Quatre heures du matin), budoár pro kresbu Cherubova píseň (La Chanson de Chérubin), nevěstinec pro Kontrolní komisi (Le Conseil de révision). Na tomto listu ukazuje Rops mladičkou dívku, jenž nahá stojí před bordelmamá, která pozorně zkoumá dívčino tělo, zda nevykazuje nějaké vady a tedy bude dívka schopná provozovat řemeslo prostitutky. Schopnost oslavit nejrůznější podoby ženského těla ukázal v kresbách Odlévání (Le moulage), Sval dámského krejčího (Le muscle du grand couturier) nebo Masáž (Le massage). Na listu Lekce hygieny (La leçon ďhygiene) ukazuje Rops ženská těla, zasažená syfilidou, umístěná v patologickém muzeu. Silné a dominantní ženy zobrazil Rops na listech  Po půlnoci (Passé minuit) či Sociální revoluce (Le révolution sociale). Na této kresbě je symbolem revoluce nevěstka stojící na barikádě. Je nahá, oděná jen v krátké hedvábné punčochy a na nohou má červené střevíce na podpatku. Řada listů ukazuje svět cirkusu, např. kreba Anděl apoteózy (L'ange de l'apothéose) či list Repetice (La répétition). Tady Rops dokazuje jak perfektně dokáže zachytit různé podoby cirkusového umění. Muž pozoruje artistku zavěšenou hlavou dolů, chodidla zaháknutá na visuté obruči. Na kresbě Žena na visuté hrazdě (La Femme au trapèze) ztvárnil Rops svalnaté a pevné ženské tělo. Její tvář má ovšem prosebný pohled a unavený výraz. Je zobrazením ženy znající bídu, nestálost a každodenní nebezpečí komediantského života. Nuzný svět cirkusu je zachycen i na kresbě Přestávka Minervy (L'entr'acte de Minerve). Nahá cirkusačka sedí u stolu, jí a melancholicky hledí do prázdna. Za závěsem jí pozoruje maskovaný klaun. Kresba Usmrkaná láska(Ĺamour mouché) ukazuje pierota, stojícího za závěsem a pozorujícího kolombínu, která právě pečuje o malé dítě. Bledá tvář Pierota připomíná masku smrti, evokuje pocit bídy, existenční nejistoty a životní tíži. Na listu Divoščiny lásky (L'homme à la femme sauvage) žena, maskovaná jako indiánka svádí muže v prostředí divadelních rekvizit.

## Shrnutí
V cyklu Sto nenáročných skic pro potěšení řádných lidí se Félcien Rops pokusil zachytit podoby moderní ženy. Album vychází z Balzacova literárního cyklu Lidská komedie (La Comédie humaine) a také ze Zolova románového cyklu Rougon-Macquartové (Les Rougon-Macguart). Ukazuje na jednotlivých listech dámy, kurtizány, grizetky, loretky, modelky, artistky a zasazuje je do nejrůznějších prostředí. Žena na jeho kresbách se stává prostitutkou, cirkusačkou, kolombínou či revolucionářkou. Zobrazuje ženy zpravidla nahé či polonahé, neboť tvrdí, že to co má být zdůrazněno, musí být také částečně zahaleno. To je důvod, proč jsou pro jeho akty typická zpola odhalená ženská těla. Tento cyklus je výjimečný rozsahem, originální koncepcí a uměleckou kvalitou. 

## Obrazová galerie některých listů

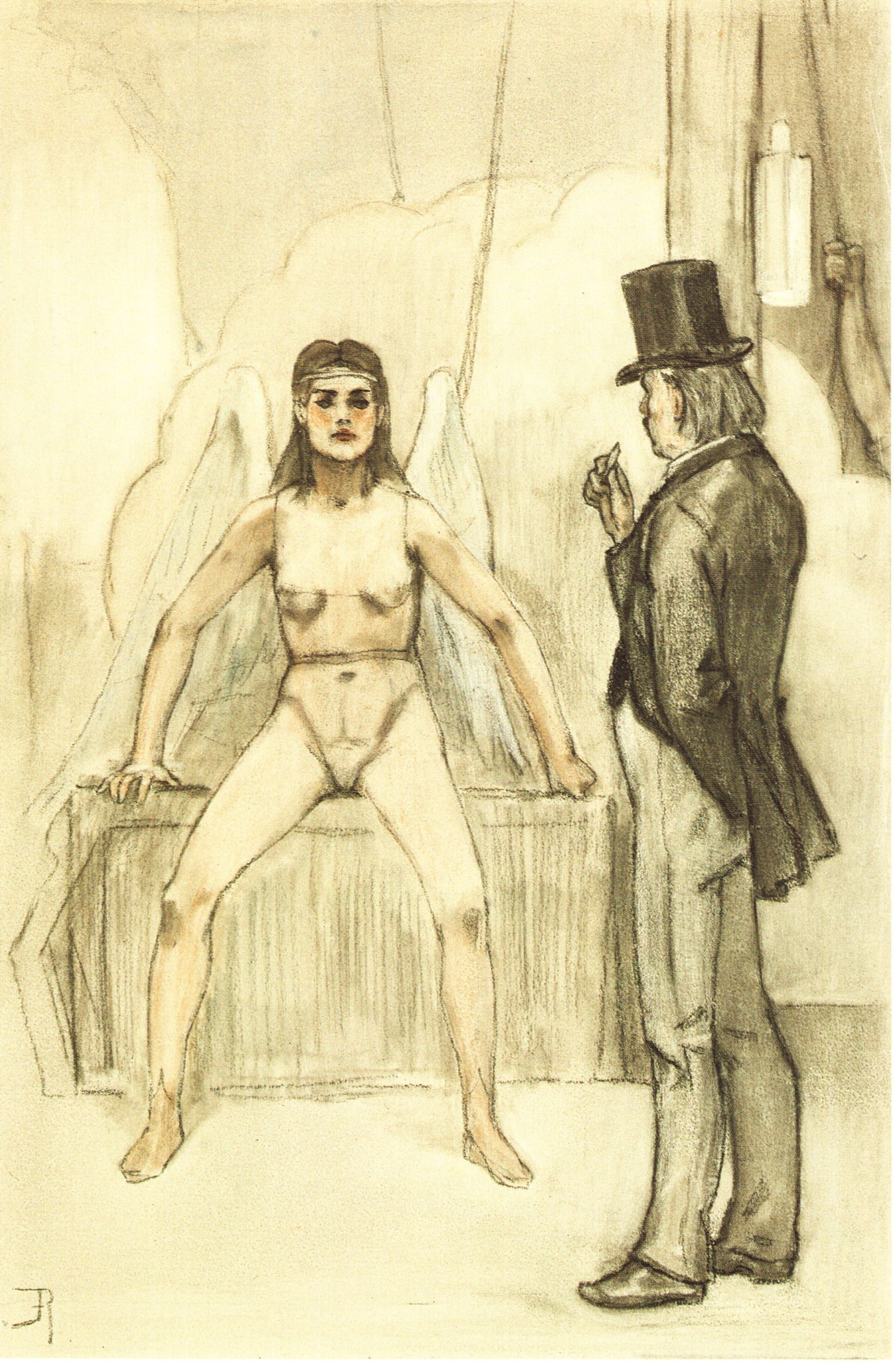
Kontrolní komise rozm:22x15 cm technika: akvarel,kvaš,křída umístění: soukr. sb. Ženeva
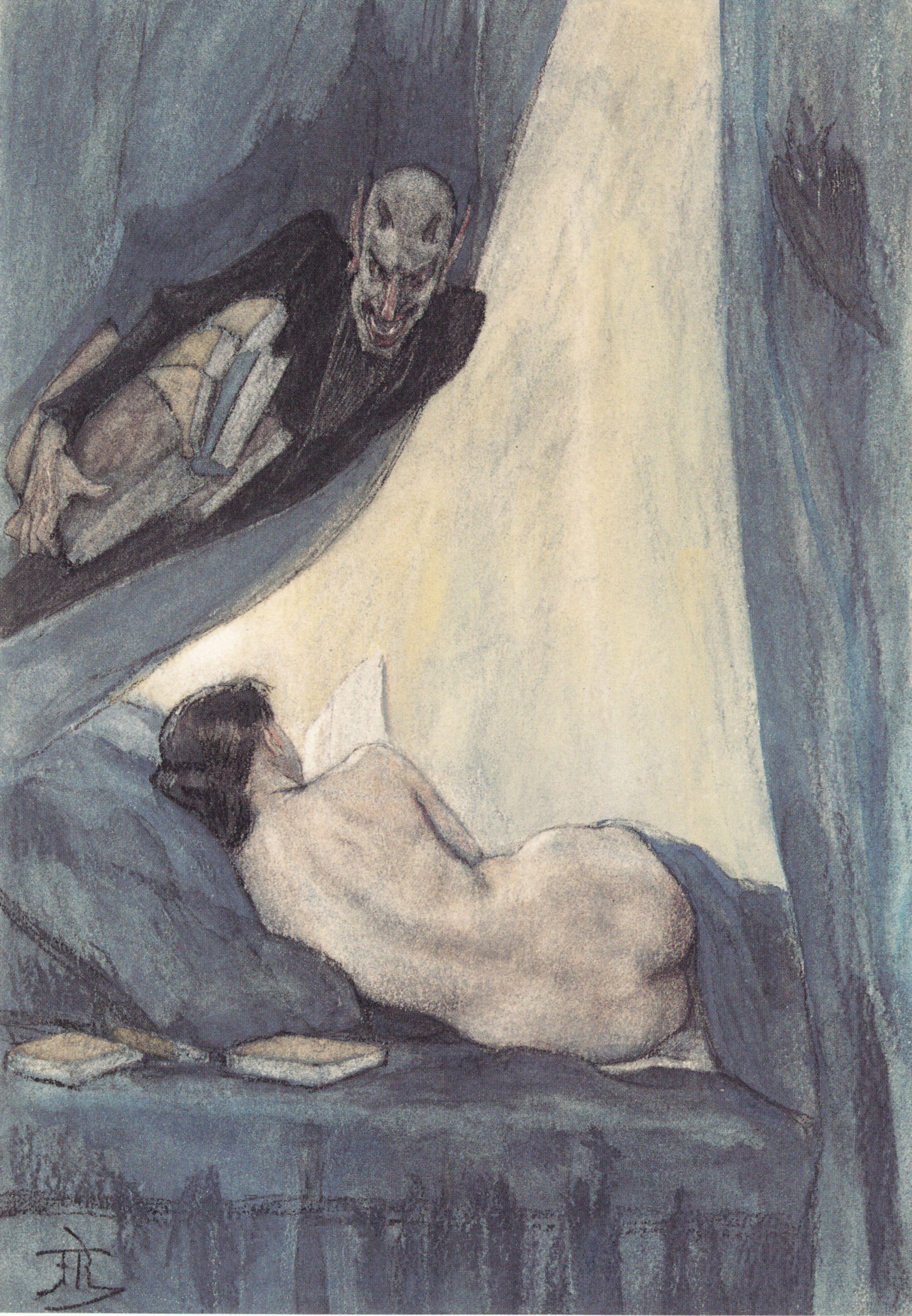
Knihovník rozm:22x14,5 cm technika: akvarel umístění: soukr.sb. Namur, Belgie
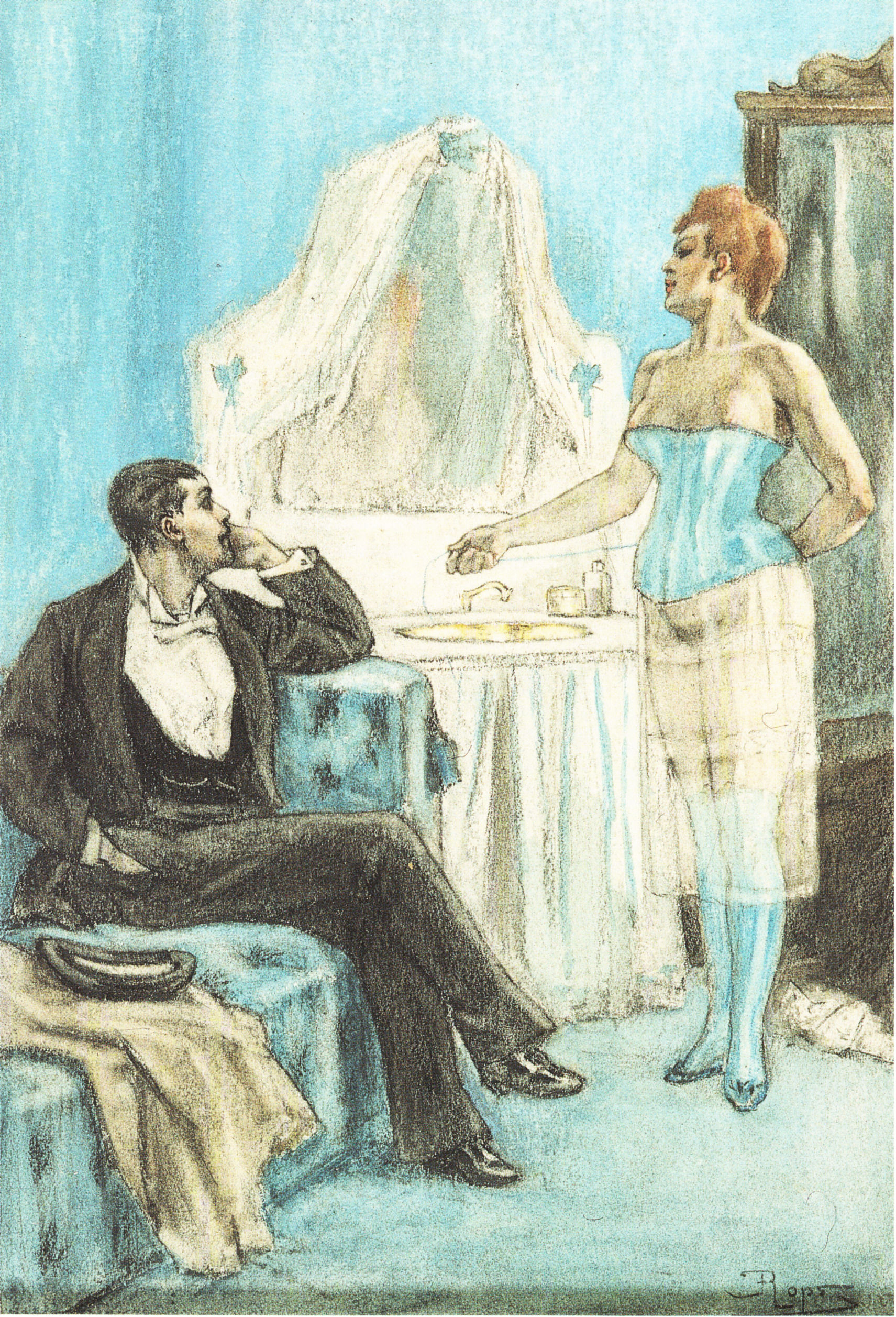
Toaleta rozm:22x14,5 cm technika: akvarel,tužka,křída,pastel umístění: soukr. sb. Paříž
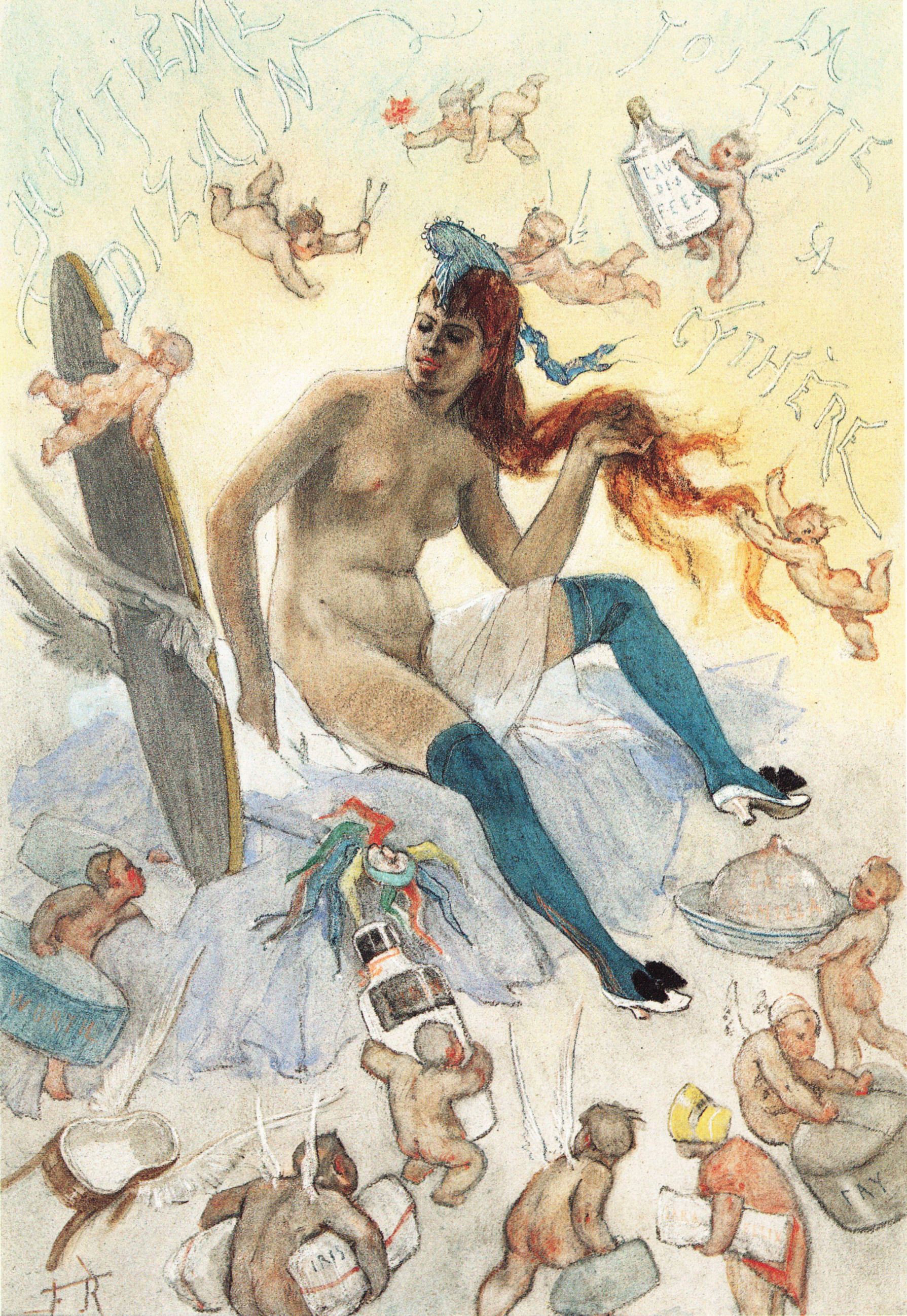
Toaleta na Kythéře rozm:22x14,5 cm technika: akvarel,kvaš,křída,pastel umístění: muzeum F.R., Namur, Belgie
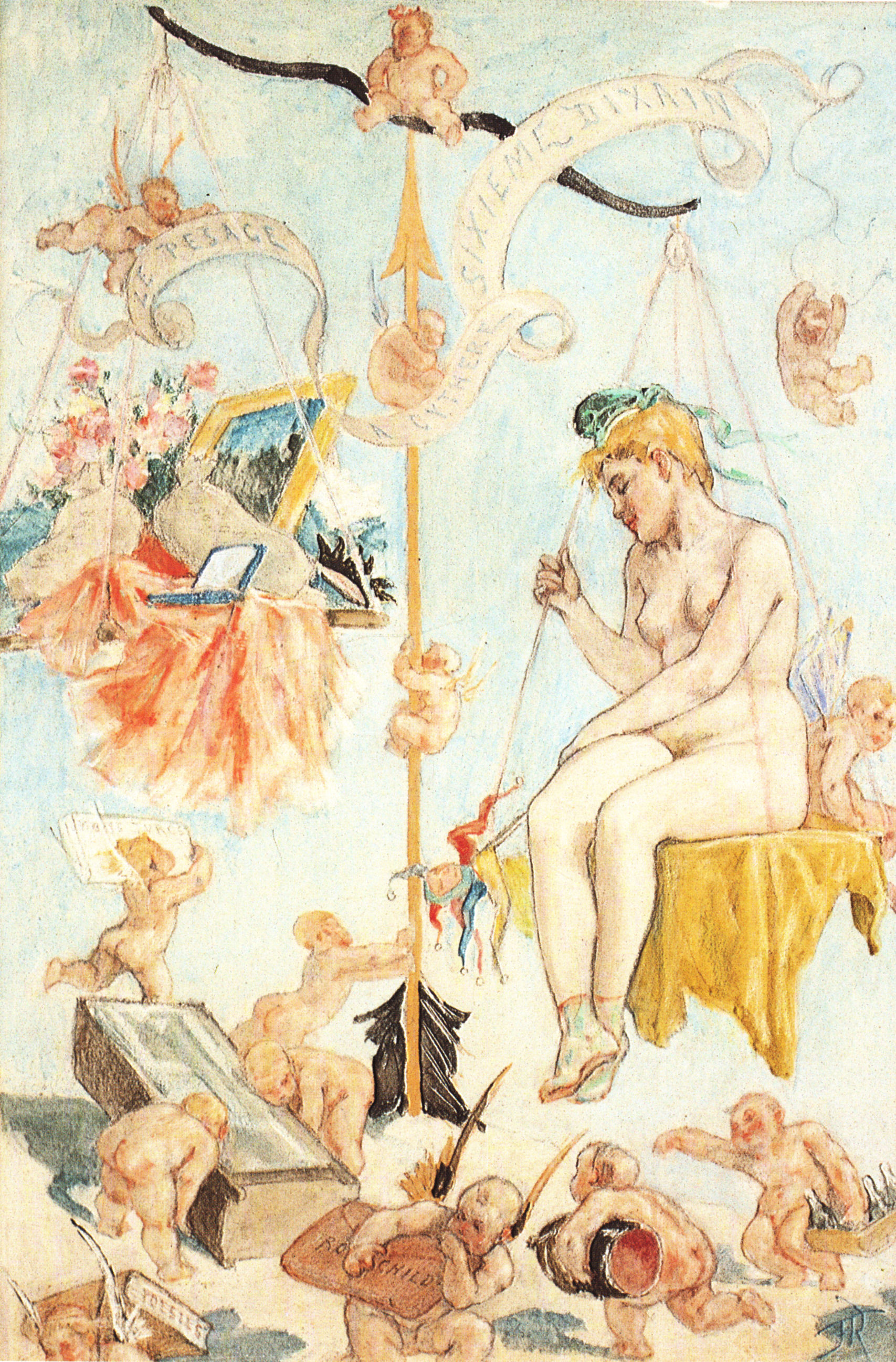
Odvažování na Kythéře rozm:22x15 cm technika: akvarel,kvaš,křída,pastel umístění:  muzeum F.R., Namur, Belgie
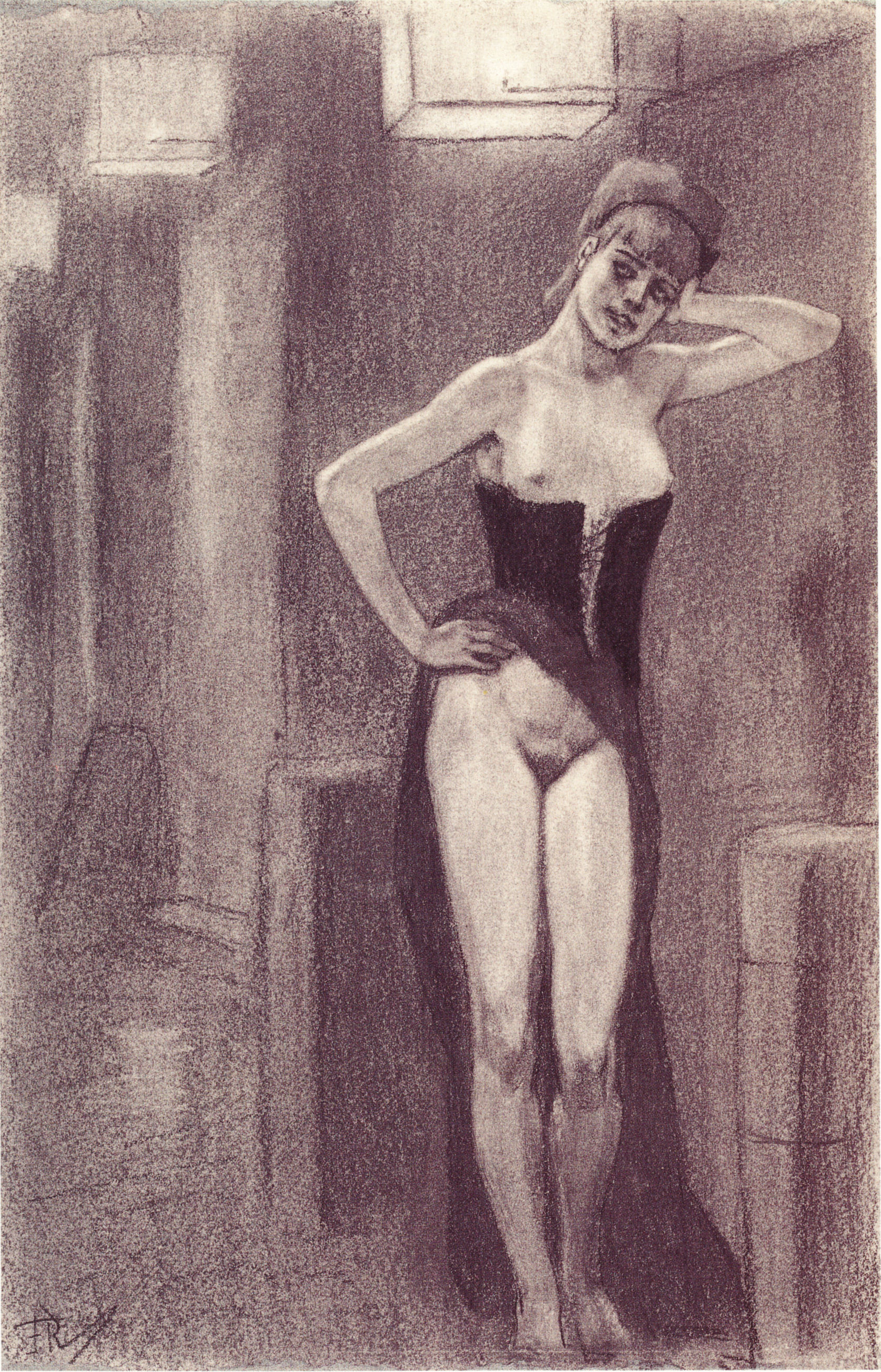
Čtyři hodiny ráno rozm:22x15 cm technika: tužka umístění: Galerie Patrick Derom, Brusel
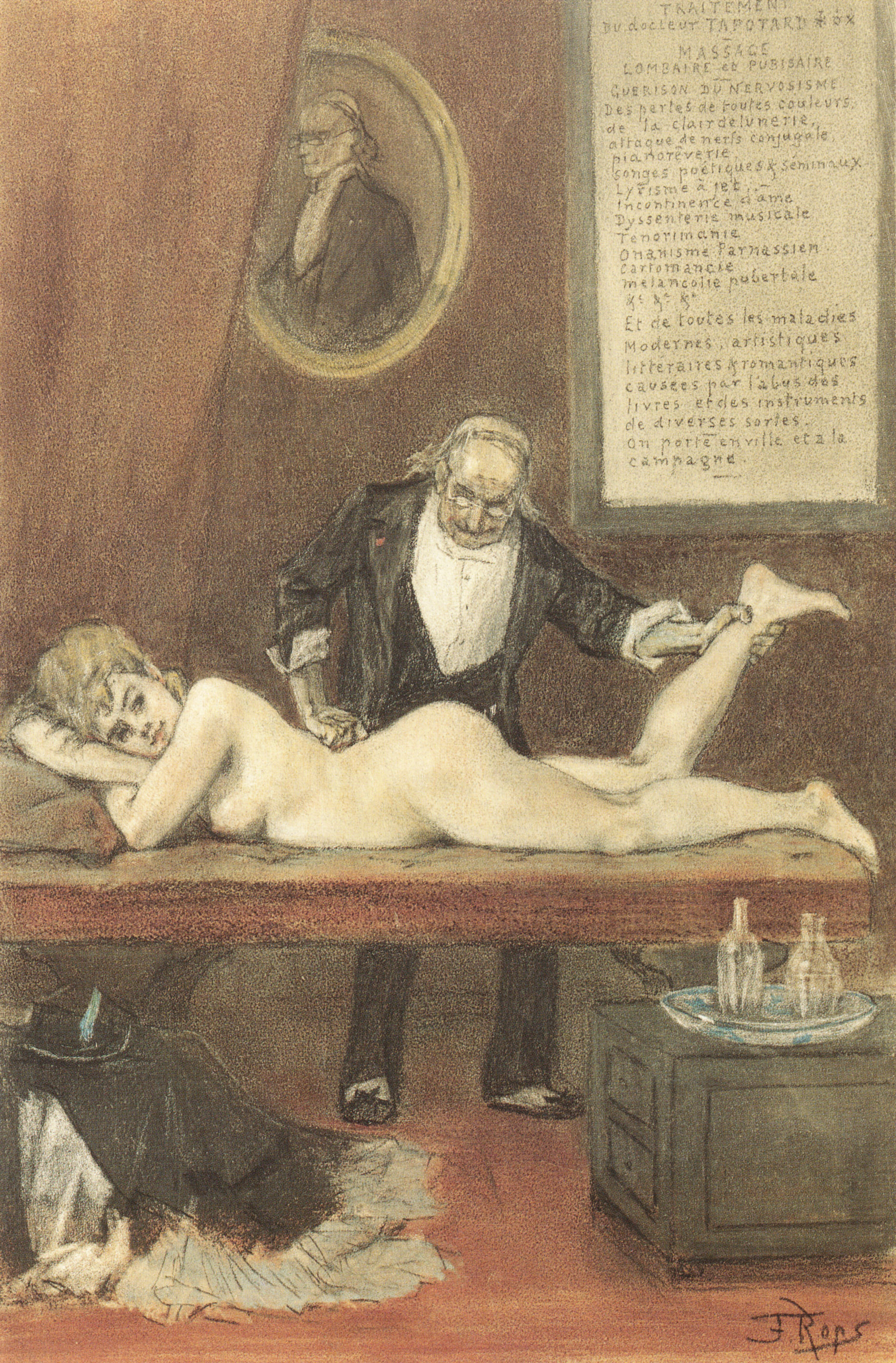
Masáž rozm:23,7x15,7 cm technika: pastel,tužka,bílá a černá křída, pastelka umístění: Galerie Patrick Derom, Brusel
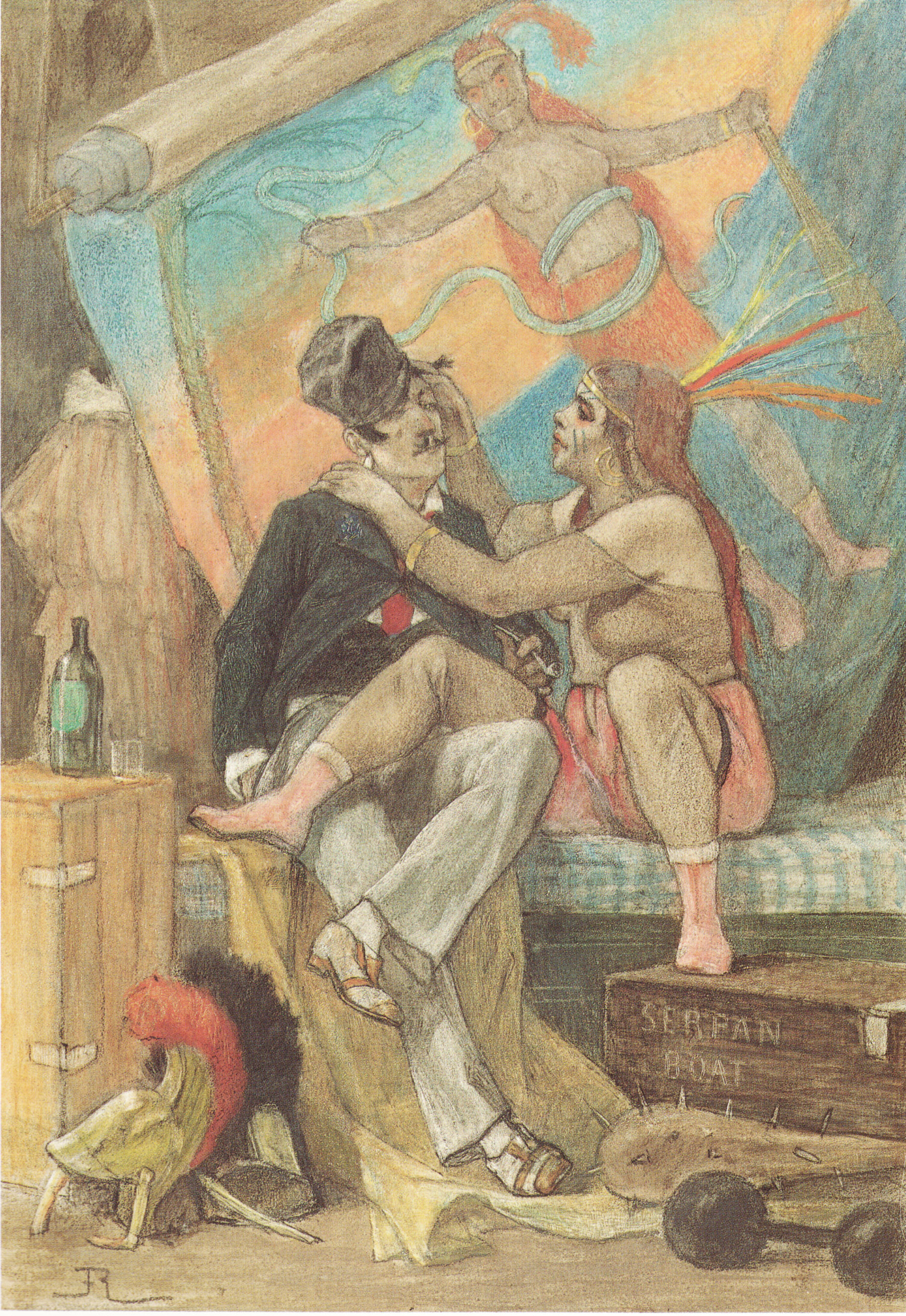
Divoščiny lásky rozm:22,5x15,5 cm technika: pastel,pastelka, křída, akvarel umístění: soukr. sb. New York, USA
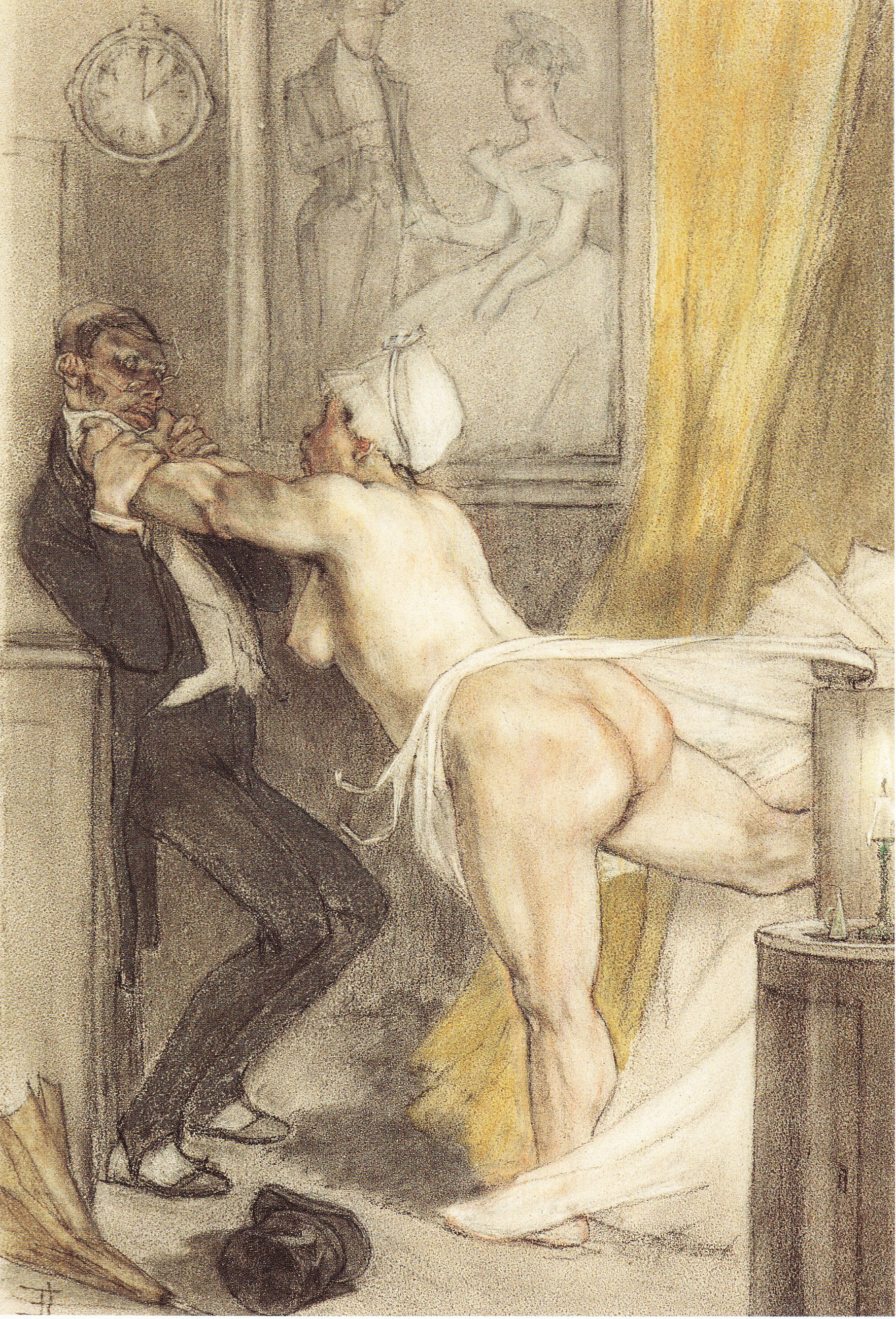
Po půlnoci rozm:22x15 cm technika: pastel, tužka, akvarel umístění: soukr. sb. Paříž
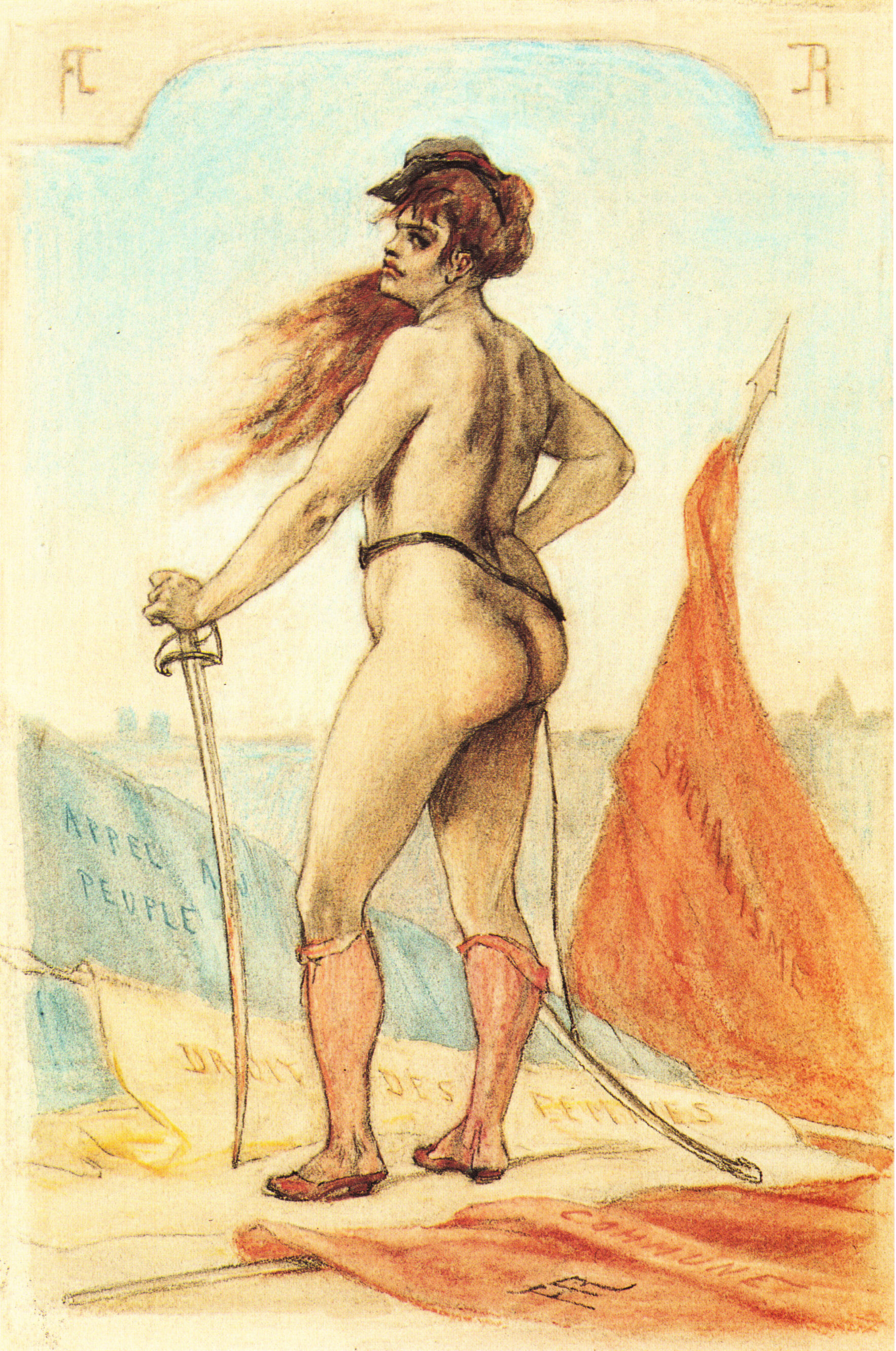
Sociální revoluce rozm:23x15,5 cm technika: pastel, tužka, akvarel umístění: muzeum F.R., Namur, Belgie
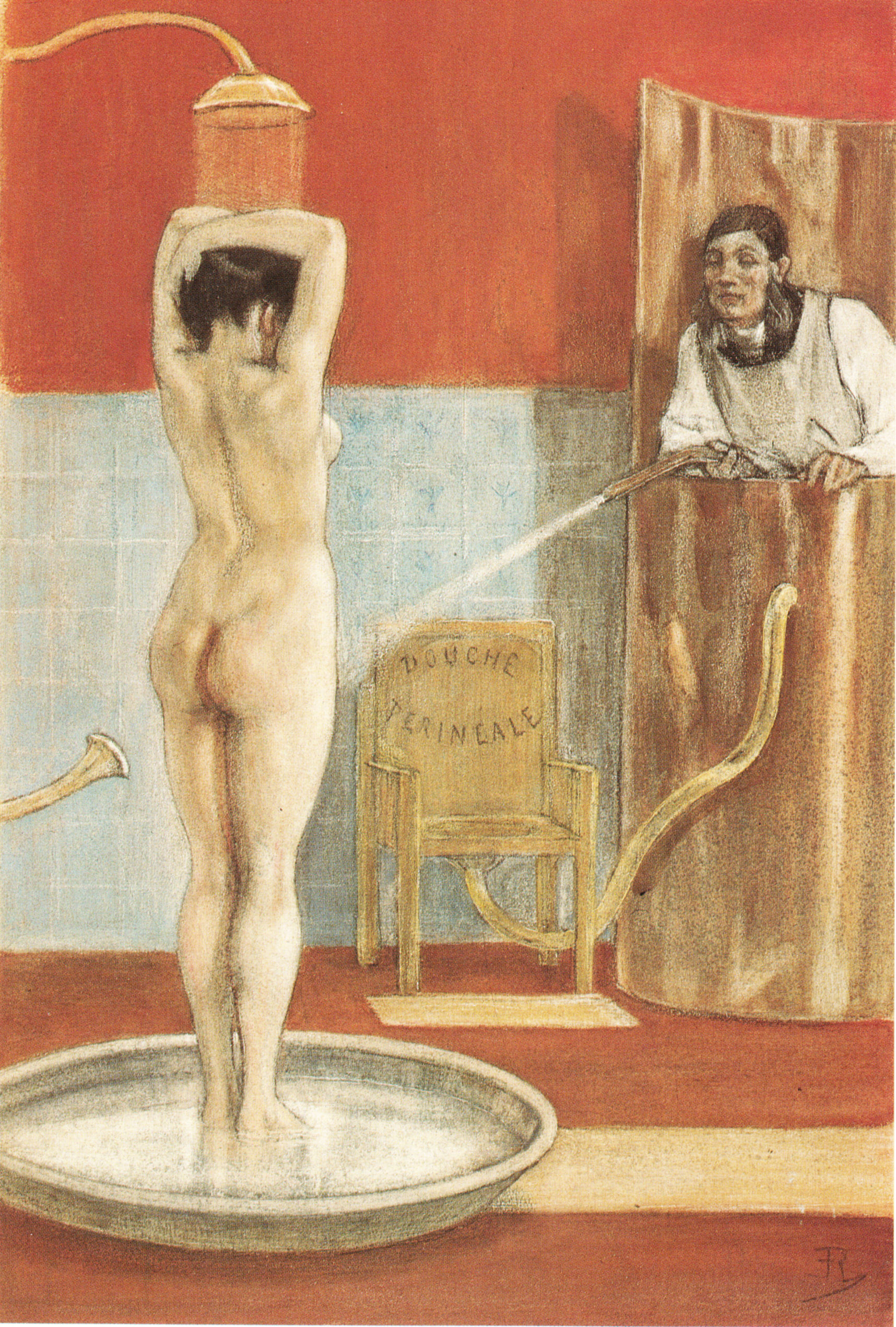
Sprcha rozm:21,5×14,6 cm technika: kvaš, tempera, tužka, křída umístění: muzeum F.R., Namur, Belgie
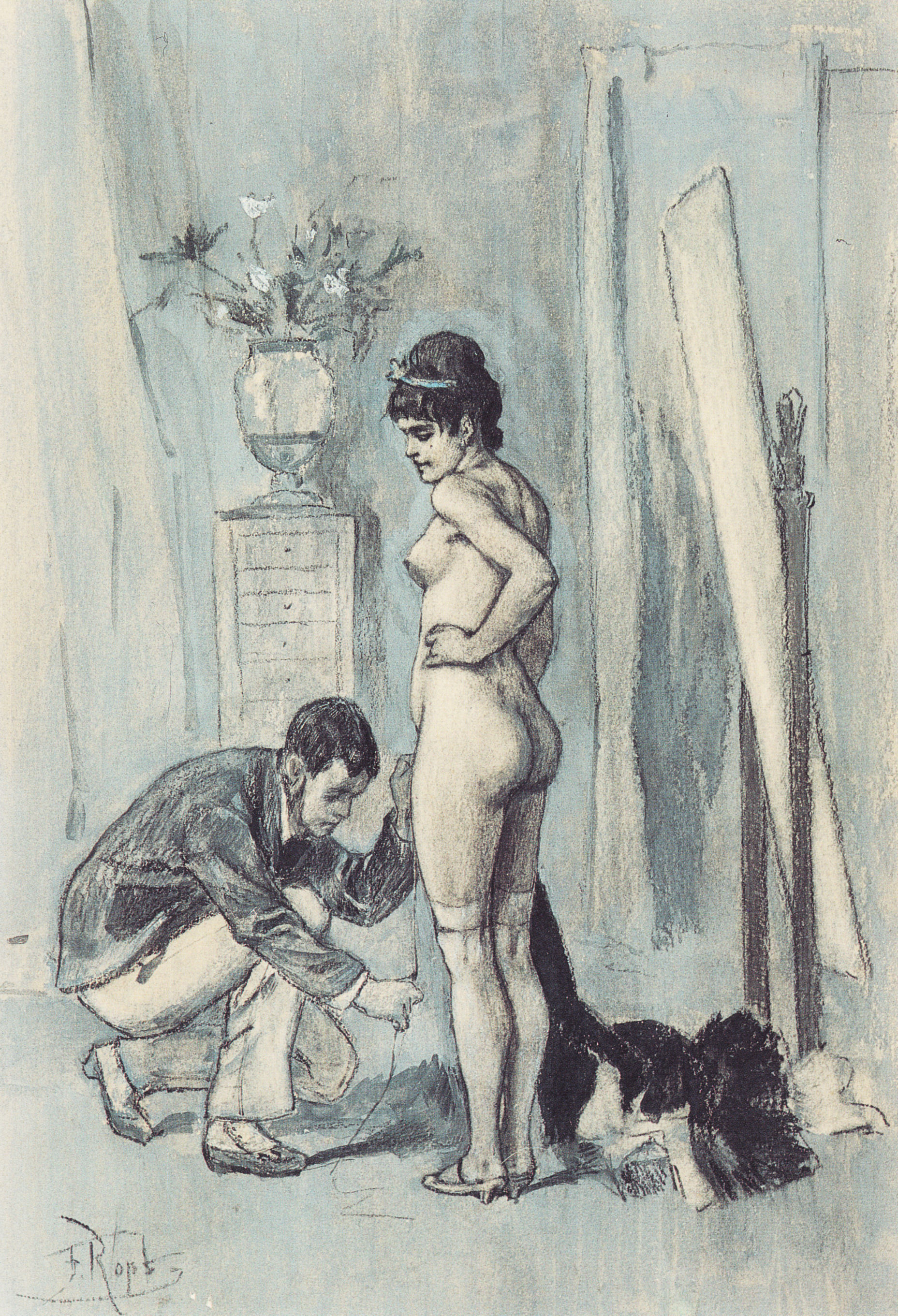
Sval dámského krejčího rozm:24×16,5 cm technika: tužka, akvarel, pastel, kvaš, křída umístění: soukr. sb. Namur, Belgie
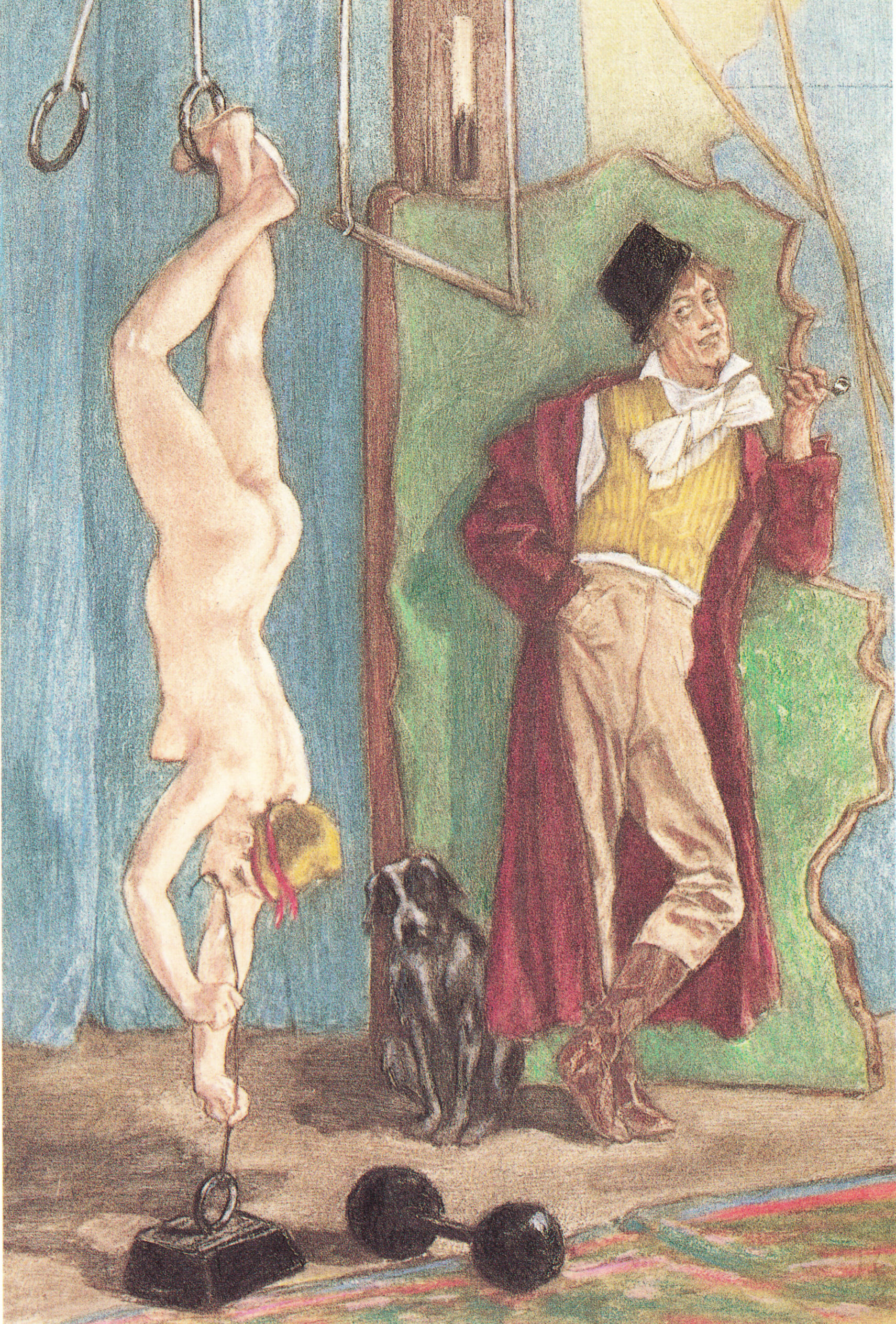
Repetice rozm:21,5×14,5 cm technika: barevný hlubotisk umístění: muzeum F.R., Namur, Belgie
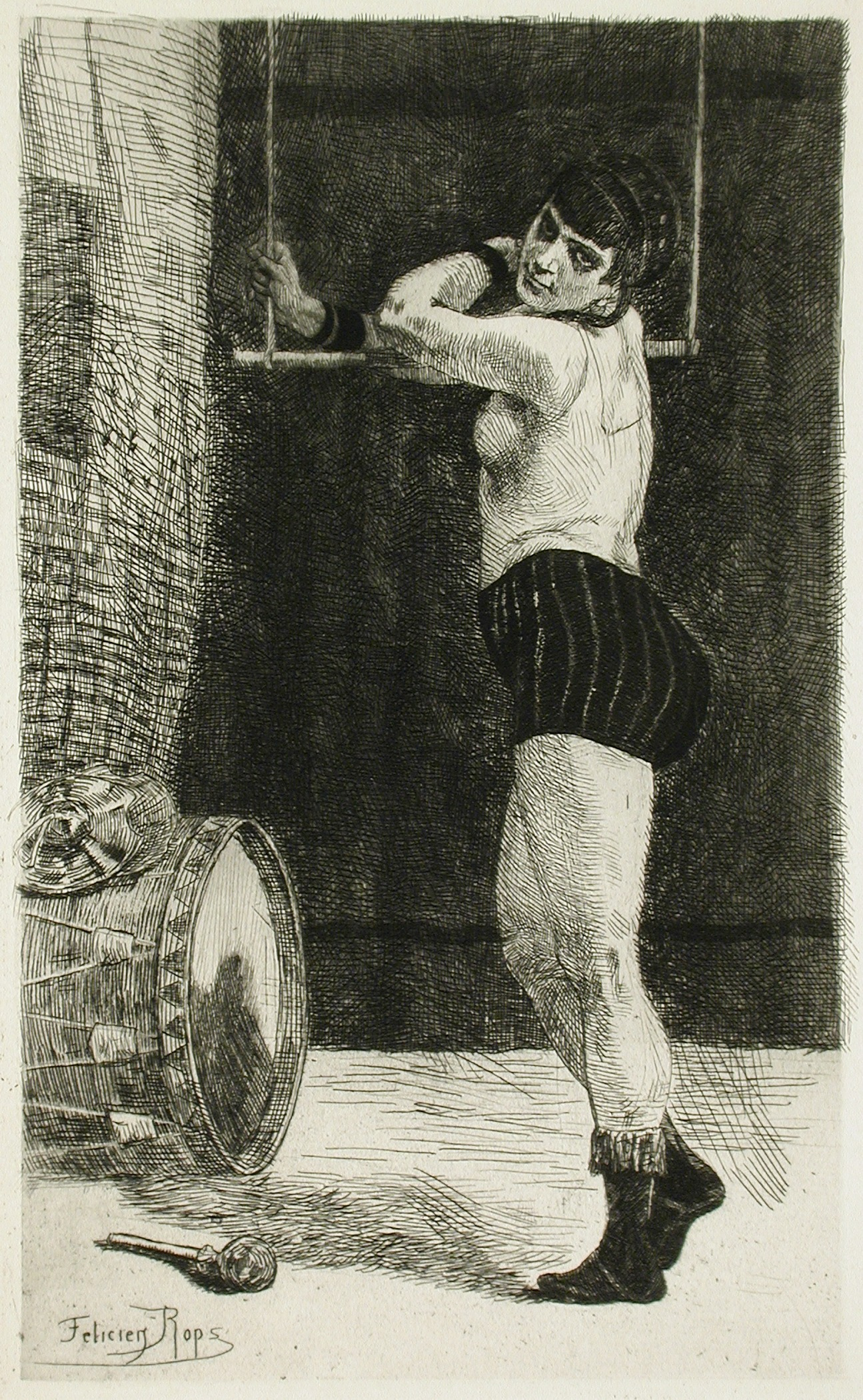
Žena na visuté hrazdě rozm:19,84x12,38 cm technika: tisk, lept umístění: Los Angeles,Kalifornie,USA
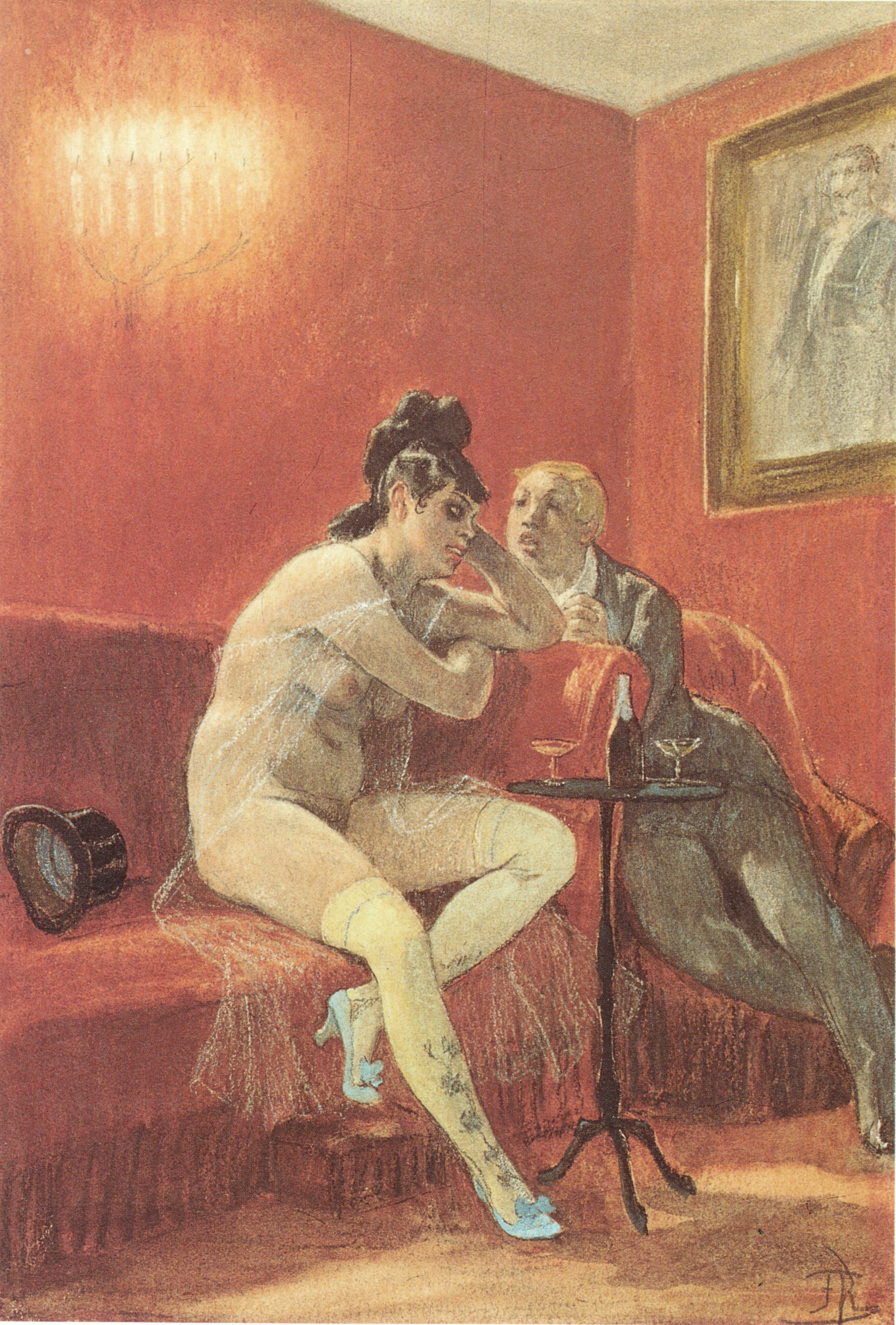
Cherubova píseň rozm:22x15,38 cm technika: akvarel, kvaš, křída, pastel umístění: muzeum F.R., Namur, Belgie
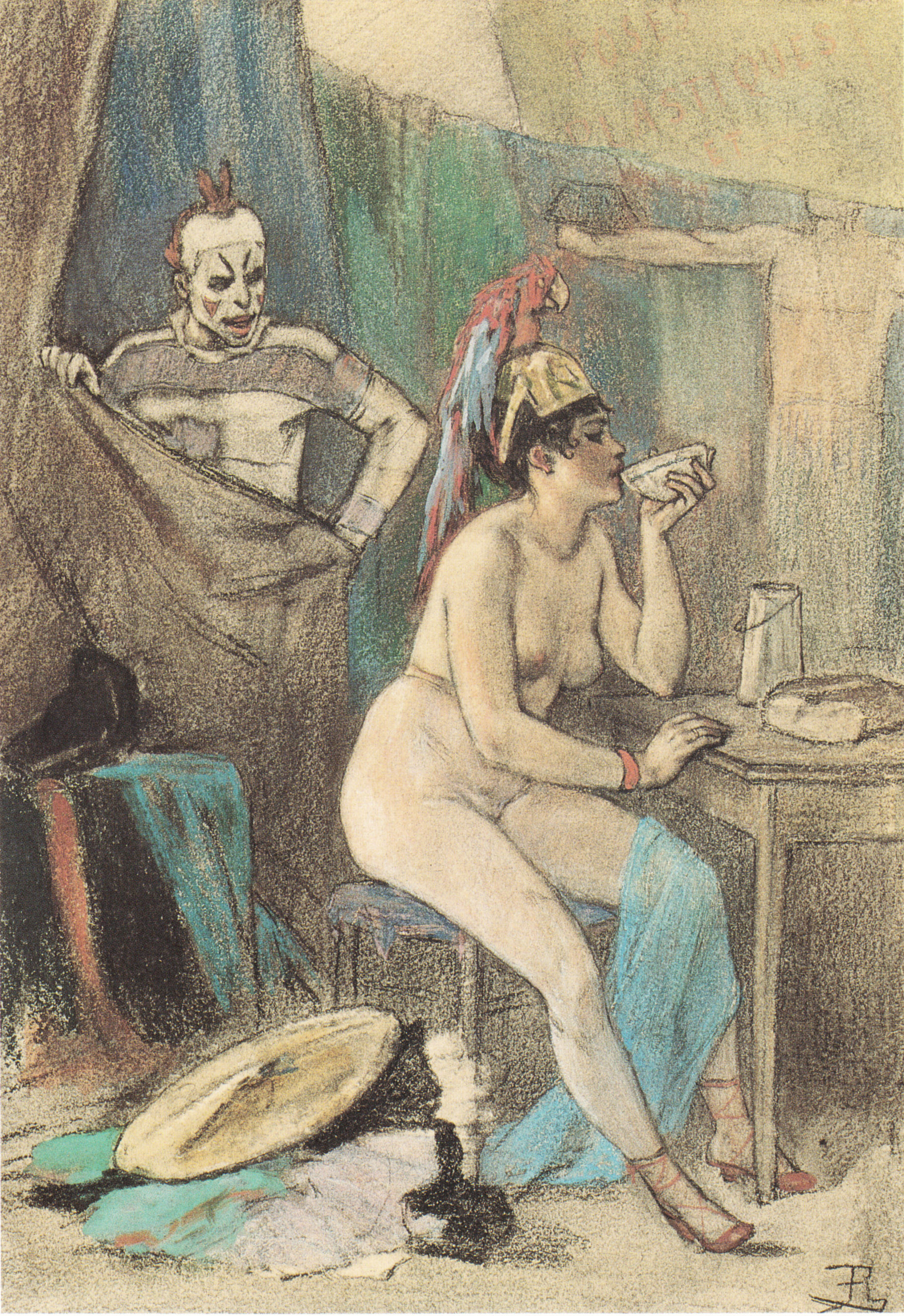
Přestávka Minervy rozm:22,5x15,58 cm technika: pastel, tužka, akvarel umístění: muzeum F.R., Namur, Belgie
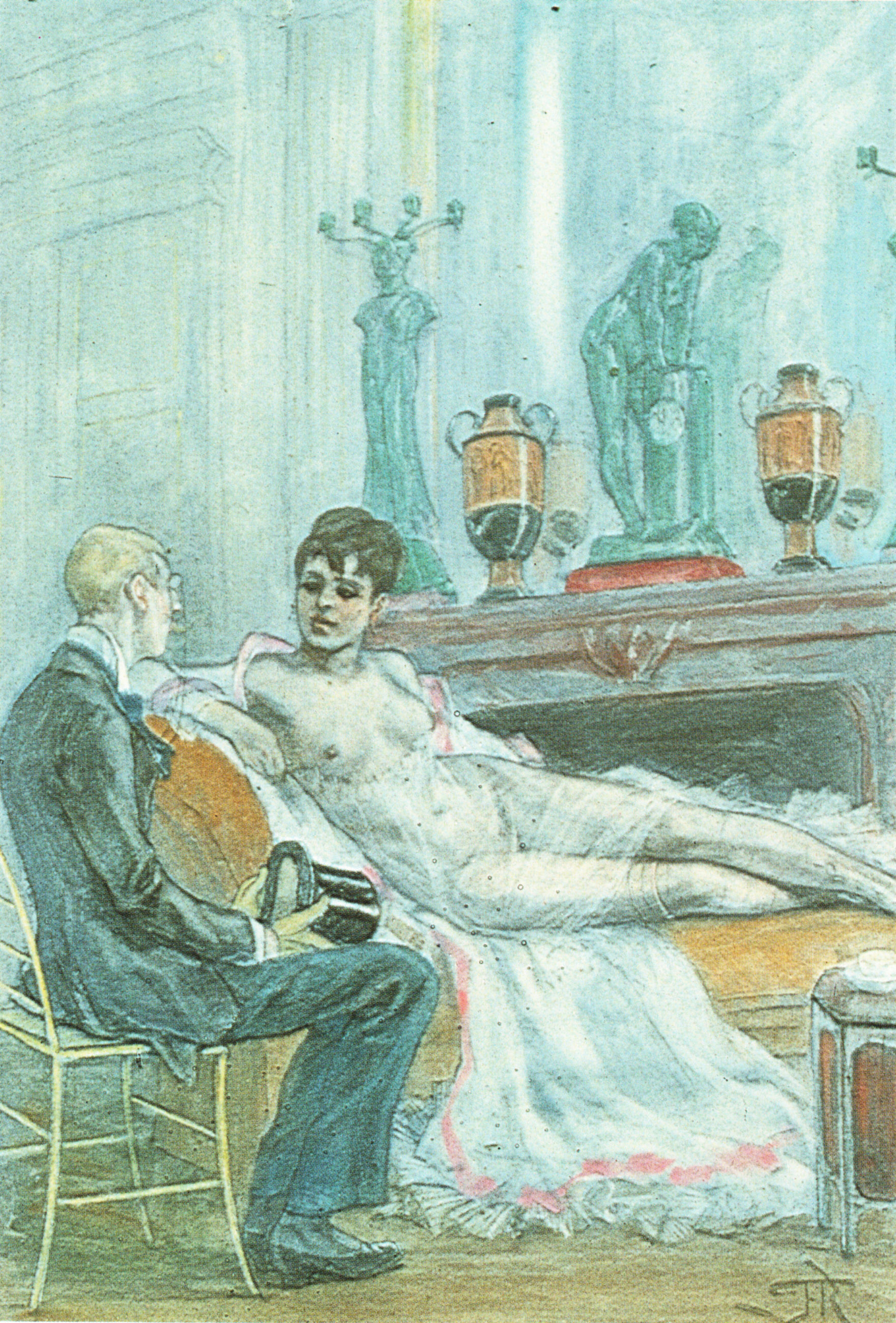
Kráska a zvíře rozm:22x15,8 cm technika: akvarel, kvaš, uhel, křída, pastel umístění: Cincinnati, Ohio
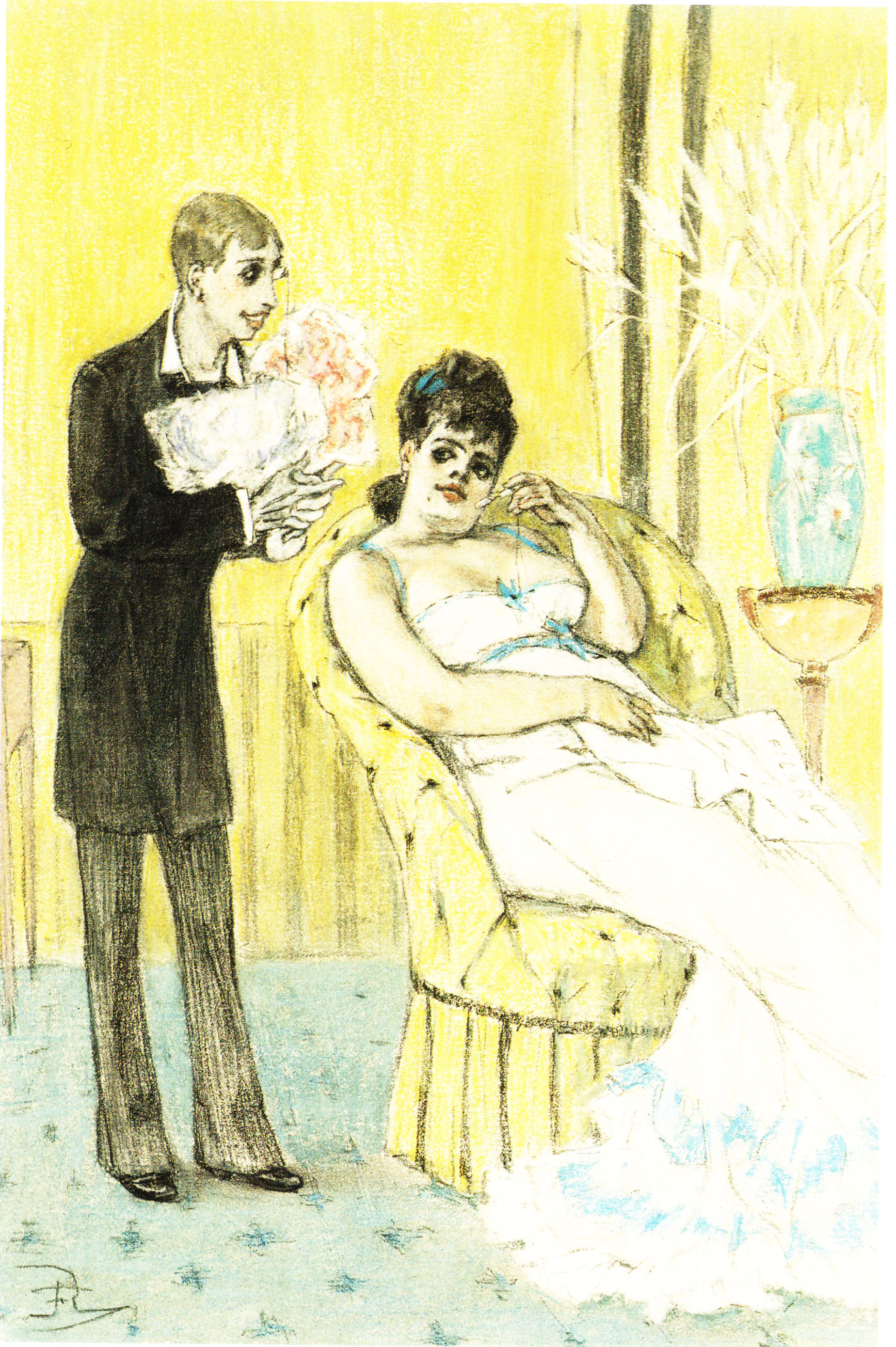
První povzdech rozm:22x14,58 cm technika: akvarel, pastel, pastelka, křída umístění: soukr. sb. Ženeva
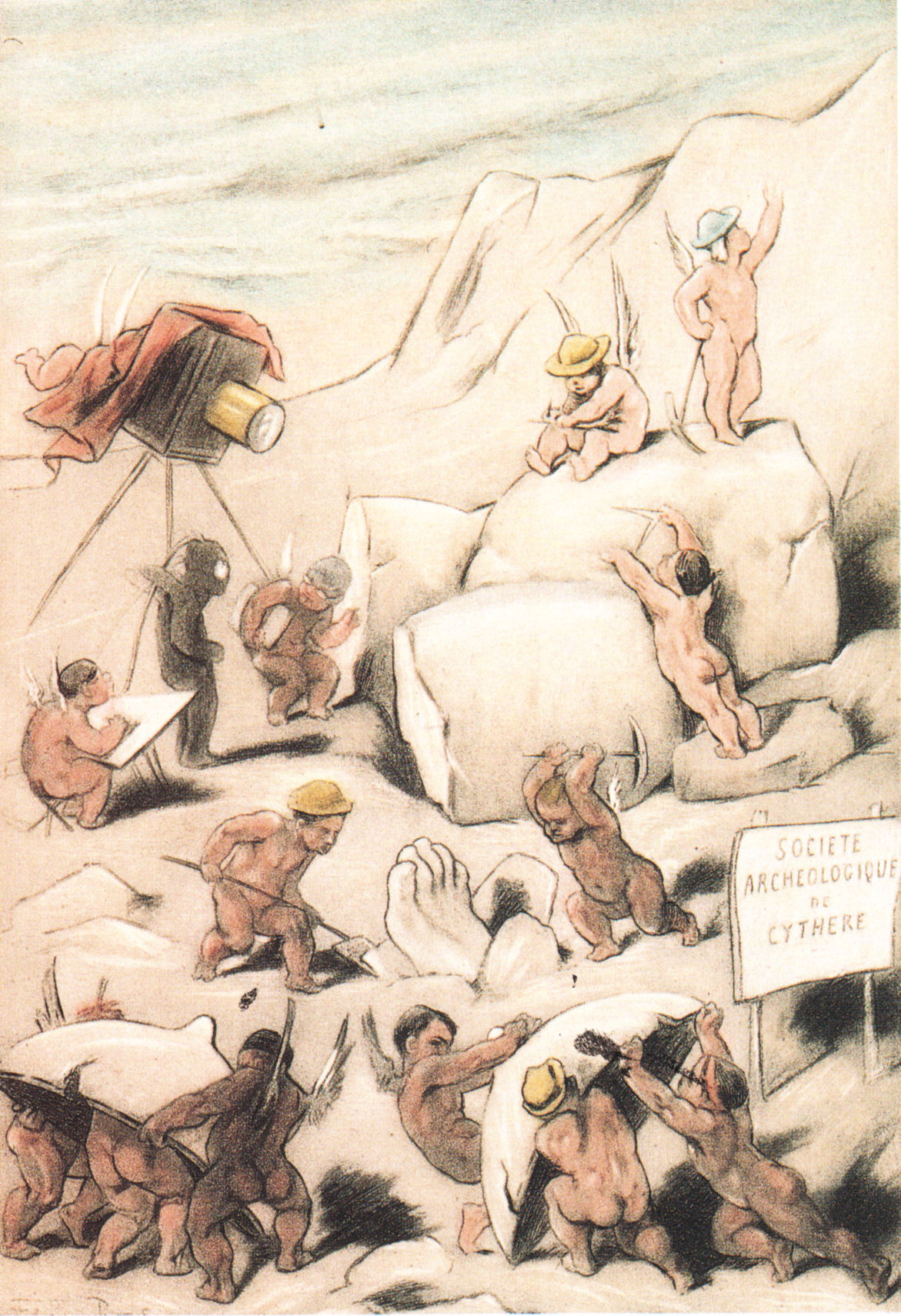
Archeologická společnost Kythéry rozm:26x18 cm technika: barevná rytina umístění: muzeum F.R., Namur, Belgie
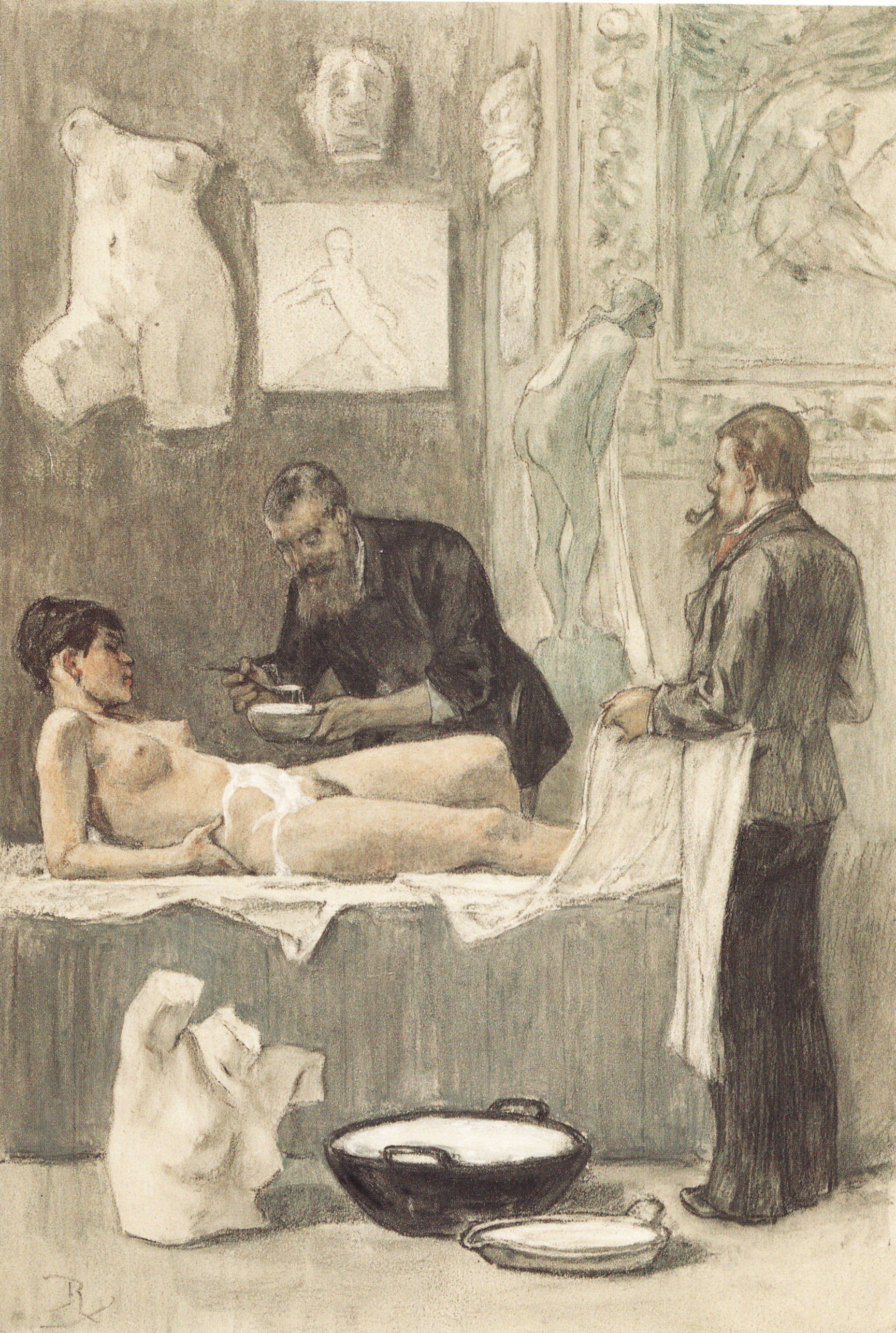
Odlévání rozm:21,8x14,9 cm technika: tužka, kvaš, křída umístění: soukr. sb. Brusel